# Beeper (film)
Pour l’article homonyme, voir Beeper (homonymie).
Pour plus de détails, voir Fiche technique et Distribution.
Beeper est un film américain réalisé par Jack Sholder, sorti en 2002.

## Synopsis
Pendant qu'il assiste à une convention en Inde, le fils du Dr Avery est enlevé. Après 24 heures de cauchemar, il reçoit un beeper avec des instructions. Désespéré, Avery vit une journée d'enfer dans un pays étranger...

## Fiche technique
- Titre : Beeper
- Réalisation : Jack Sholder
- Scénario : Michael Cordell et Gregory Gieras
- Production : Vicky Pike, Morris Ruskin
- Musique : J. Peter Robinson
- Montage : Andy Horvitch
- Pays d'origine : États-Unis
- Format : Couleurs
- Genre : Thriller
- Durée : 94 minutes
- Date de sortie : 2002

## Distribution
- Harvey Keitel : Zolo
- Joey Lauren Adams : Inspector Julia Hyde
- Ed Quinn : Dr. Richard Avery
- Gulshan Grover : Sr. Inspector Vijay Kumar
- Stefan Djordjevic : Sam Avery